# Чешмедере
Чешмедере (на македонска литературна норма: Кара Синанли) е бивше село в централната част на Северна Македония.

## География
Чешмедере е било разположено в областта Слан дол северно от Яношево.

## История
В XIX век Чешмедере е турско село в Щипска кааза на Османската империя. Според статистиката на Васил Кънчов („Македония. Етнография и статистика“) от 1900 година Чешме Дере има 80 жители турци.
След Междусъюзническата война в 1913 година селото остава в Сърбия.